# Сен-Маме-ла-Сальвета (кантон)
Сен-Маме́-ла-Сальвета́ (фр. Saint-Mamet-la-Salvetat) — кантон во Франции, находится в регионе Овернь, департамент Канталь. Входит в состав округа Орийак.
Код INSEE кантона — 1521. Всего в кантон Сен-Маме-ла-Сальвета входят 12 коммун, из них главной коммуной является Сен-Маме-ла-Сальвета.

## Коммуны кантона
| Коммуна              | Население, чел. (2007) | Почтовый индекс | Код INSEE |
| -------------------- | ---------------------- | --------------- | --------- |
| Витрак               | 294                    | 15220           | 15264     |
| Кейроль              | 238                    | 15290           | 15030     |
| Ла-Сегаласьер        | 114                    | 15290           | 15224     |
| Ле-Руже              | 964                    | 15290           | 15268     |
| Марколе              | 608                    | 15220           | 15117     |
| Он                   | 299                    | 15290           | 15144     |
| Парлан               | 297                    | 15290           | 15147     |
| Пер                  | 295                    | 15290           | 15150     |
| Роан-Сен-Мари        | 960                    | 15220           | 15163     |
| Румегу               | 242                    | 15290           | 15166     |
| Сен-Маме-ла-Сальвета | 1 411                  | 15220           | 15196     |
| Сен-Сори             | 201                    | 15290           | 15214     |

## Население
Население кантона на 2007 год составляло 5 923 человека.
| 1962  | 1968  | 1975  | 1982  | 1990  | 1999  | 2006  | 2007  |
| ----- | ----- | ----- | ----- | ----- | ----- | ----- | ----- |
| 5 622 | 6 148 | 5 854 | 5 712 | 5 569 | 5 499 | 5 876 | 5 923 |